# Parlament Senegalu
Parlament Senegalu (fr. Parlement du Sénégal) - główny organ władzy ustawodawczej w Senegalu. Ma charakter bikameralny i składa się ze Zgromadzenia Narodowego oraz Senatu. 
Zgromadzenie Narodowe tworzy 150 deputowanych wybieranych w wyborach bezpośrednich. W liczącym 100 członków Senacie 65 mandatów obsadzanych jest drogą nominacji prezydenckiej. Pozostałe 35 miejsc zajmują senatorowie wybrani przez kolegia elektorskie działające w każdym z 35 senegalskich departamentów. W ich skład wchodzą członkowie władz lokalnych różnego szczebla oraz wybrani na danym terenie deputowani do Zgromadzenia. 